# Dasheng, Chongqing
Dasheng (kinesiska: 大盛) är en köping i sydvästra Kina. Den ligger i stadsdistriktet Yubei i storstadsområdet Chongqing, omkring 48 kilometer nordost om det centrala stadsdistriktet Yuzhong. Antalet invånare är 21 850. Befolkningen består av 10 713 kvinnor och 11 137 män. Barn under 15 år utgör 18,0 %, vuxna 15-64 år 60 %, och äldre över 65 år 20,0 %.